# Gens Arellia
La gens Arellia era una gens plebea romana presente durante la tarda Repubblica e il primo impero.

## Itria nominausati dalla gens
L'unico praenomen utilizzato dalla gens fu Quintus mentre il solo cognomen usato fu Fuscus.

## Membri illustri della gens
- Arellio Fusco (Arellius Fuscus): vissuto nel I secolo d.C., fu un retore sotto il regno di Augusto;
- Arellio Fusco (Arellius Fuscus): vissuto nel I secolo a.C., figlio di Arellio Fusco, fu anch'egli un retore;
- Quinto Arellio Fusco (Quintus Arellius Fuscus);
- Arellio (Arellius): vissuto nel I secolo a.C., fu un pittore noto nella Roma di Augusto.